# Brenda Jones (femme politique)
Pour les articles homonymes, voir Brenda Jones et Jones.
Brenda Jones (née le 24 octobre 1959 à Birmingham en Alabama) est une femme politique américaine. Membre du Parti démocrate. Elle représente le 13e district du Michigan à la suite d'une élection spéciale durant les élections de la Chambre des représentants de 2018, mais doit laisser sa place à Rashida Tlaib le 3 janvier 2019.

## Biographie

### Élections de 2018
Candidate à la primaire pour l'élection spéciale et l'élection générale pour succéder à John Conyers qui avait démissionné à la suite d'un scandale à caractère sexuel, elle remporte la primaire démocrate pour l'élection spéciale, mais perd la primaire pour la générale face à Rashida Tlaib. Les lois du Michigan empêchant la personne candidate de refuser sa nomination, Jones ne peut pas retirer son nom du bulletin et laisser sa place à Tlaib. Le 26 octobre 2018, elle lance une campagne write-in pour la générale pour remporter le mandat complet de deux ans. Dans ce comté très démocrate, sa victoire dans l'élection spéciale est pratiquement assurée, mais il plane des doutes sur si Jones peut garder son poste comme présidente du conseil de la ville de Détroit tout en entrant à la chambre. En effet, à la suite de sa défaite dans le primaire pour la générale, Jones ne pourrait siéger au Congrès que jusqu'au 2 janvier 2019 et donc des questions se posent sur le fait de savoir si elle abandonnerait son poste pour au plus deux mois comme représentante. La campagne de write-in ne va pas loin, remportant seulement 0,32 % des voix, mais elle remporte la spéciale avec 87 % des voix. Une entente est conclue et Jones prête serment le 29 novembre 2018 pour un mandat d'un peu plus d'un mois,.

### Articles annexes
- Liste des représentants du Michigan